# Mesochorus peltatus
Mesochorus peltatus är en stekelart som beskrevs av Dasch 1971. Mesochorus peltatus ingår i släktet Mesochorus och familjen brokparasitsteklar. Inga underarter finns listade i Catalogue of Life.